# 주광저우 대한민국 총영사관
주광저우 대한민국 총영사관은 2001년 중화인민공화국 광저우시에 개설된 대한민국 외교부 소속의 총영사관이다.

## 공관 연혁
- 2001년 4월 24일: 주 광저우 총영사관 신설 직제공포[1]
- 2012년 12월 21일: 총영사관 이전, 하이주구 츠깡(赤岗) 외국영사관단지 입주[3]

## 관할 구역
- 광둥성
- 푸젠성
- 하이난성
- 광시 좡족 자치구[1][2]

## 역대 공관장
| 대수         | 성명           | 부임            |
| ------------ | -------------- | --------------- |
| 제1대 총영사 | 신현수(申鉉洙) | 2001년 6월 5일  |
| 제2대 총영사 | 남상욱(南相旭) | 2003년 6월 23일 |
| 제3대 총영사 | 전재만(全在萬) | 2006년 3월 6일  |
| 제4대 총영사 | 김장환(金長煥) | 2009년 3월 6일  |
| 제5대 총영사 | 양창수(楊昌洙) | 2012년 2월 29일 |
| 제6대 총영사 | 황순택(黄淳澤) | 2015년 4월 10일 |
| 제7대 총영사 | 홍성욱(洪性旭) | 2018년 5월 10일 |
| 제8대 총영사 | 한재혁         | 2021년 6월 9일  |
| 제9대 총영사 | 강상욱         | 2023년 5월 28일 |

## 같이 보기

### 일반 주제
- 대한민국의 재외공관 목록
- 중화인민공화국 주재 외국공관 목록
- 대한민국-중화인민공화국 관계

### 중국에 설치된 한국 공관
- 주중국 대한민국 대사관
- 주상하이 대한민국 총영사관
- 주시안 대한민국 총영사관
- 주우한 대한민국 총영사관
- 주칭다오 대한민국 총영사관
- 주홍콩 대한민국 총영사관
- 주선양 대한민국 총영사관
- 주청두 대한민국 총영사관